# Ratu Nakalevu
Ratu Savenaca Robosenawainibuka Nakalevu (7 de março de 1994) é um futebolista fijiano que atua como defensor, atualmente defende o Rewa FC.

## Carreira
Ratu Nakalevu ele fez parte do elenco da Seleção Fijiana de Futebol nas Olimpíadas de 2016.